# Goldbach (Ems)
Der Goldbach ist ein 7 km langer, linker bzw. nordwestlicher Zufluss der Ems im Flusssystem der Eder im Schwalm-Eder-Kreis, Nordhessen (Deutschland).

## Verlauf und Einzugsgebiet
Der Goldbach entspringt im äußersten Südosten des Naturparks Habichtswald südlich der Langenberge. Seine Quelle liegt in der Gemarkung Gudensberg in landwirtschaftlich genutztem Gebiet zwischen dem Günthersberg im Norden und dem Nenkel im Südwesten auf etwa 231 m ü. NN. Der Bach wird etwas unterhalb seines Ursprungs von der Quelle Buchenborn gespeist, die nördlich nahe dem Basaltwerk des Günthersbergs liegt.
Zu Beginn fließt der Goldbach ein Stück in Richtung Osten, vorbei an der Dorfwüstung Mittelvenne, um danach die Bundesautobahn 49 an der Anschlussstelle Gudensberg, wo er den Naturpark verlässt, zu unterqueren. Fortan verläuft er südwärts durch die Gudensberger Kernstadt, in der er den Schloßberg mit der Ruine der Obernburg östlich passiert.
Unterhalb der Kernstadt fließt der Goldbach weiterhin nach Süden durch Acker- und Wiesenlandschaft und südwestlich vom Maderstein durch den Gudensberger Stadtteil Maden. Kanalisiert verlässt er das Dorf südsüdwestwärts, um dann das Wasser des 1,7 km langen Bachs vom Henkelborn aufzunehmen und von dort an für das letzte Stück seines Unterlaufs nach Ostsüdosten zu verlaufen.
Dann fließt der Goldbach in die Gemarkung Felsberg ein, um unmittelbar nach Unterqueren der Bundesstraße 254 nordnordöstlich vom Stadtteil Niedervorschütz, durch das er nicht verläuft, auf etwa 162 m ü. NN in den dort von Westen heran fließenden Eder-Zufluss Ems zu münden.
Das Einzugsgebiet des Goldbachs umfasst 15,189 km².